# 费扬古墓
费扬古墓，现位于北京市朝阳区东坝郊野公园内。2013年1月，朝阳区文化委员会为“费扬古墓”立有“北京市朝阳区普查登记文物”牌。

## 简介
费扬古（1645年-1701年），康熙年间历任领侍卫内大臣、议政大臣、安北将军、抚远大将军，在平定噶尔丹的战争中功勋卓著。
费扬古墓原来位于朝阳区东坝乡驹子房村西南。墓丘于“文化大革命”期间平毁。现存费扬古墓碑1通、费扬古谕祭碑1通，立于清朝康熙四十一年三月十五日。
- 费扬古谕祭碑：碑阴刻有满文。碑阳刻有汉文，分别刻着康熙四十年十月十五日、二十三日、二十九日、十一月七日谕祭文四道，碑文已经漫漶。[1][2]
- 费扬古墓碑：原来位于谕祭碑右侧，满汉合璧，碑上端有残缺，碑文有破损。碑阳刻有碑文，左侧是满文9行，右侧是汉文8行。[1][2]

2010年代初，由于驹子房村拆迁，费扬古墓的两碑已被文物部门迁至东坝郊野公园内。